# Qeydar
Qeydar (persiska: قیدار) är en ort i Iran. Den ligger i provinsen Zanjan, i den nordvästra delen av landet, 260 km väster om huvudstaden Teheran. Qeydar ligger 1 994 meter över havet och antalet invånare är 30 251.
Qeydar är administrativ huvudort i delprovinsen (shahrestan) Khodabandeh.
Terrängen runt Qeydar är platt österut, men västerut är den kuperad. Terrängen runt Qeydar sluttar österut.Runt Qeydar är det ganska glesbefolkat, med 34 invånare per kvadratkilometer. Qeydar är det största samhället i trakten. Trakten runt Qeydar består i huvudsak av gräsmarker.